# Paul Maes (Radsportler, Frankreich)
Paul Maes ist ein ehemaliger französischer Radrennfahrer.

## Sportliche Laufbahn
Maes war im Straßenradsport aktiv. Als Amateur gewann er 1966 das Etappenrennen Route de France vor Derek Harrison. Mit der Nationalmannschaft startete er 1966 in der Tour de l’Avenir. Er beendete die Rundfahrt nicht. danach trat er als Radsportler nicht mehr in Erscheinung.